# Faust-díj
A Faust-díj (hivatalos német nevén Deutscher Theaterpreis Der Faust vagy DER FAUST) Németország legrangosabb, pénzjutalommal nem járó, „szakmabelieknek szakmabeliektől”, évente kiosztott színházművészeti díja, amelyet a Német Színházi Szövetség alapított 2006-ban. Az elismerést olyan művészek kaphatják, akik munkája irányadó a „német színház” számára, olyan a teljesítmények, amik felhívják a figyelmet a színház-művészetre, illetve annak művészi karizmával és tisztelettel adóznak.

## A díjról
A díjat a Német Színházi Szövetség (Deutschen Bühnenverein) és kooperációs partnerei, a Tartományok Kulturális Alapítványa (Kulturstiftung der Länder) a Német Előadó-művészeti Akadémia (Deutschen Akademie der Darstellenden Künste) és egy, évente változó tartományi önkormányzat közösen szervezik. A díjazottak névsorát díjkiosztó ünnepség kereteiben hirdetik ki az az évi tartományban.
A minden év őszén, több kategóriában odaítélt trófeát az osztrák díszlettervező, Erich Wonder készítette.

### Menete
A Faust-díjat minden évben nyolc kategóriában ítélik oda az előző évi produkciókból kiválasztott jelölteknek, továbbá a zsűri által egy életműdíj kerül átadásra, amin felül a Német Színházi Szövetség elnöke egy további, „különleges teljesítményért” járó különdíjat is adományozhat.
Az elismerés odaítélésének alapját a német színházak ajánlatai adják, amik azonban saját előadásaikat nem jelölhetik. Már az első évben Németország-szerte 100 feletti színjátszóhely több, mint 500 felterjesztést küldött be a díjra. Ezekből szakújságírók és a Német Színházi Szövetség művészeti kérdésekkel foglalkozó bizottsága (tagjai intendánsok, balett-igazgatók, rendezők, dramaturgok és kultúrpolitikusok) tesznek javaslatot kategóriánként három-három jelöltre. Ezek összesítéséből, ami már nyilvánosan is megjelenik, a Német Előadó-művészeti Akadémia tagjai írásban választják ki az az évi díjazottakat.
A díjakat minden évben ünnepélyes keretek között a Faust-gálán adják át, évente más németországi tartományban.

### Kategóriák
- Prózai színdarab rendezés
- Prózai színdarab színésznő/színész
- Zenés színdarab rendezés
- Zenés színházi énekes színésznő/színész
- Koreográfia
- Táncos színésznő/színész
- Gyermek-, ifjúsági színdarab rendezés
- Díszlet/jelmez
- Életműdíj, a zsűri díja
- Különdíj, az elnök díja

## Története, érdekességek
Első alkalommal az esseni Aalto Színházban került átadásra, ahol a Faust-életműdíjat Tábori György drámaíró-rendező kapta.
2013-ban a zenés színházi rendezői kategóriában a magyar Szemerédy Alexandra és Parditka Magdolna rendezőpárost is jelölték a Coburgi Tartományi Színházban bemutatott Pillangókisasszony színpadra állításáért. Egy évvel később pedig Bodó Viktor Übü király-interpretációjáért kerül a legjobb rendezés kategóriában a jelöltek sorába. Ez volt Bodó első munkája a Heidelbergi Színházban, amelyben társulata, a Szputnyik Hajózási Társaság magyar színészei és a német társulat tagjai együtt játszottak. 2017-ben első alkalommal került olyan magyar produkció a jelöltek közé, ami – a koprodukciós helyszíneken kívül – német közreműködő nélkül készült. Mundruczó Kornél rendező saját színháza, a Proton Színház Látszatélet című előadásával, a német premiernek helyszínt adó egyik koprodukciós partnerével, az Oberhauseni Színházzal került a díjra esélyes három produkció közé.

## Jelöltek és díjazottak
| Év               | Kategória                               | Jelöltek/díjazott | Jelöltek/díjazott                                                                                               | Jelöltek/díjazott |
| ---------------- | --------------------------------------- | --- | --- | --- |
| 2006 Essen       | Prózai színdarab rendezés               | Jürgen Gosch Macbeth Düsseldorfer Schauspielhaus | Volker Lösch Die Weber Dresdener Staatsschauspiel                                                               | Barbara Wachendorff „Ich muss gucken, ob ich da bin“ (Erinnern-Vergessen: Kunststücke Demenz kampány) Schlosstheater Moers |
| 2006 Essen       | Prózai színdarab színésznő/színész      | Nicole Heesters Kammerspiele Hamburg | Alexander Scheer Hamburger Schauspielhaus                                                                       | Katharina Schüttler Schaubühne Berlin                                                                                      |
| 2006 Essen       | Zenés színdarab rendezés                | Dietrich Hilsdorf Jephta Theater der Stadt Bonn | Andreas Kriegenburg Orpheus und Eurydike Theater Magdeburg                                                      | Jossi Wieler (Sergio Morabitoval) Doktor Faust Staatsoper Stuttgart                                                        |
| 2006 Essen       | Zenés színházi énekes színésznő/színész | Franz Grundheber Hamburgische Staatsoper | Evelyn Herlitzius Staatsoper Dresden                                                                            | Nina Stemme Bayreuther Festspiele                                                                                          |
| 2006 Essen       | Koreográfia                             | Tomasz Kajdanski Tschaikowski Landestheater Eisenach                                                                                                  | Meg Stuart Replacement Volksbühne Berlin                                                                        | Stephan Thoss Zwischen Mitternacht und Morgen: Schwanensee Staatstheater Hannover/Aalto Theater Essen                      |
| 2006 Essen       | Táncos                                  | Thiago Bordin Hamburg Ballett | Lucia Lacarra Bayerisches Staatsballett                                                                         | Marijn Rademaker Stuttgarter Ballett                                                                                       |
| 2006 Essen       | Gyermek-, ifjúsági színdarab rendezés   | Rüdiger Pape Die Nibelungen Ömmes & Oimel in der Comedia, Köln                                                                                        | Volker Metzler The killer in me is the killer in you my love Theater Junge Generation Dresden                   | Klaus Schumacher Mutter Afrika Deutsches Schauspielhaus Hamburg                                                            |
| 2006 Essen       | Díszlet/jelmez                          | Olaf Altmann Faust I és II Deutsches Theater Berlin                                                                                                   | Katrin Brack Tschechow Iwanow Volksbühne Berlin                                                                 | Achim Freyer Médée Nationaltheater Mannheim                                                                                |
| 2006 Essen       | Az elnök díja                           | – | – | – |
| 2006 Essen       | Életműdíj                               | Tábori György | Tábori György                                                                                                   | Tábori György |
| 2007 München     | Prózai színdarab rendezés               | Karin Henkel Liliom Schauspiel Stuttgart | Stephan Kimmig Maria Stuart Thalia Theater Hamburg                                                              | Nicolas Stemann Ulrike Maria Stuart Thalia Theater Hamburg                                                                 |
| 2007 München     | Prózai színdarab színésznő/színész      | Margit Bendokat Deutschen Theater Berlin | Brigitte Hobmeier Münchner Kammerspiele                                                                         | Mark Waschke Schaubühne am Lehniner Platz, Berlin                                                                          |
| 2007 München     | Zenés színdarab rendezés                | Rosamund Gilmore Keine Stille außer der des Windes Bremer Theater                                                                                     | Dietrich Hilsdorf Die Liebe zu den drei Orangen Städtische Theater Chemnitz                                     | Barrie Kosky Tristan und Isolde Theater und Philharmonie Essen                                                             |
| 2007 München     | Zenés színházi énekes színésznő/színész | Angela Denoke Salome Bayerische Staatsoper, München                                                                                                   | Matthias Rexroth Admeto Opernhaus Halle                                                                         | Klaus Florian Vogt Chowantschina Bayerische Staatsoper, München                                                            |
| 2007 München     | Koreográfia                             | Marguerite Donlon Romeo und Julia Saarländisches Staatstheater                                                                                        | Marco Goecke Der Nussknacker Stuttgarter Ballett                                                                | Stephan Thoss Giselle M. Städtische Theater Chemnitz                                                                       |
| 2007 München     | Táncos                                  | Tigran Mikayelyan Le Corsaire Bayerisches Staatsballett, München                                                                                      | Edvin Revazov Parzival – Episoden und Echo Hamburg Ballett/Festspielhaus Baden- Baden                           | Katja Wünsche I Fratelli Stuttgarter Ballett                                                                               |
| 2007 München     | Gyermek-, ifjúsági színdarab rendezés   | Philippe Besson Wir alle für immer zusammen Hans Otto Theater Potsdam                                                                                 | Markus Joss Zimmermanns Aussicht Theater Junge Generation Dresden                                               | Frank Panhans Cengiz & Locke Grips Theater Berlin                                                                          |
| 2007 München     | Díszlet/jelmez                          | Muriel Gerstner Gespenster Schaubühne am Lehniner Platz, Berlin                                                                                       | Mark Lammert Die Perser Deutsches Theater Berlin                                                                | Andrea Schraad Drei Schwestern Münchner Kammerspiele                                                                       |
| 2007 München     | Az elnök díja                           | – | – | – |
| 2007 München     | Életműdíj                               | Michael Gielen | Michael Gielen                                                                                                  | Michael Gielen |
| 2008 Stuttgart   | Prózai színdarab rendezés               | Andreas Kriegenburg Das letzte Feuer Thalia Theater Hamburg                                                                                           | Sewan Latchinian Faust I éd II Neue Bühne Senftenberg                                                           | Johan Simons Hiob Münchner Kammerspiele                                                                                    |
| 2008 Stuttgart   | Prózai színdarab színésznő/színész      | Constanze Becker Deutsches Theater Berlin | Ulrich Matthes Deutsches Theater Berlin                                                                         | Patrycia Ziolkowska Schauspiel Köln                                                                                        |
| 2008 Stuttgart   | Zenés színdarab rendezés                | Paul Esterhazy Weder noch Staatstheater Kassel | Christof Loy Così fan tutte Oper Frankfurt                                                                      | Andrea Moses Elektra Das Meininger Theater                                                                                 |
| 2008 Stuttgart   | Zenés színházi énekes színésznő/színész | John Mark Ainsley Billy Budd Oper Frankfurt | Iris Vermillion Penthesilea Sächsische Staatsoper Dresden                                                       | Michael Volle Die Meistersinger von Nürnberg Bayreuther Festspiele                                                         |
| 2008 Stuttgart   | Koreográfia                             | William Forsythe Yes we can’t Festspielhaus Hellerau, The Forsythe Company                                                                            | Christian Spuck Leonce und Lena Theater & Philharmonie Essen                                                    | VA Wölfl 12 Schloss Benrath, Neuer Tanz                                                                                    |
| 2008 Stuttgart   | Táncos                                  | Lucia Lacarra Bayerisches Staatsballett München | Xavier Le Roy Hebbel am Ufer (HAU) Berlin                                                                       | Kenji Takagi Tanztheater Wuppertal Pina Bausch                                                                             |
| 2008 Stuttgart   | Gyermek-, ifjúsági színdarab rendezés   | Silke Z. machtMut Tanzhaus NRW | Dominik Günther Hikikomori Thalia Theater Hamburg                                                               | Kristo Šagor Törleß Deutsches Schauspielhaus (Junges Schauspielhaus) Hamburg                                               |
| 2008 Stuttgart   | Díszlet/jelmez                          | Olaf Altmann (díszlet) Die Ratten Deutsches Theater Berlin                                                                                            | Bert Neumann (díszlet) La Juive Staatstheater Stuttgart                                                         | Thilo Reuther (díszlet) Der Meister und Margarita Düsseldorfer Schauspielhaus                                              |
| 2008 Stuttgart   | Az elnök díja                           | – | – | – |
| 2008 Stuttgart   | Életműdíj                               | Volker Ludwig | Volker Ludwig                                                                                                   | Volker Ludwig |
| 2009 Mainz       | Prózai színdarab rendezés               | Karin Beier Das goldene Vlies Schauspiel Köln | Dimiter Gotscheff Das Pulverfass Deutsches Theater und Kammerspiele Berlin                                      | Kay Metzger Die Hermannsschlacht – Eine deutsche Betrachtung Landestheater Detmold                                         |
| 2009 Mainz       | Prózai színdarab színésznő/színész      | Meike Droste Deutsches Theater und Kammerspiele Berlin                                                                                                | Peter Kurth Maxim Gorki Theater Berlin                                                                          | Katharina Wilberg Theater für Niedersachsen                                                                                |
| 2009 Mainz       | Zenés színdarab rendezés                | Rosamund Gilmore Der Richter und sein Henker Theater Erfurt                                                                                           | Jan-Richard Kehl Tannhäuser Schleswig-Holsteinisches Landestheater                                              | Barrie Kosky Aus einem Totenhaus Staatsoper Hannove                                                                        |
| 2009 Mainz       | Zenés színházi énekes színésznő/színész | Angela Kerrison Tito Manlio Barockfest „Winter in Schwetzingen“ / Theater Heidelberg                                                                  | Anne Schwanewilms Arabella Oper Frankfurt                                                                       | Michael Volle Wozzeck Bayerische Staatsoper München                                                                        |
| 2009 Mainz       | Koreográfia                             | Ralf Dörnen Endstation Sehnsucht Theater Vorpommern, BallettVorpommern                                                                                | Martin Schläpfer Sinfonien, in Programm Nr. XXIX Staatstheater Mainz, ballettmainz                              | Gregor Zöllig Erste Symphonie von Johannes Brahms Theater Bielefeld                                                        |
| 2009 Mainz       | Táncos                                  | Izaskun Abrego Olano Ich sah: Das Lamm auf dem Berg Zion, Offb. 14.1 Schloss Benrath, Neuer Tanz                                                      | Christopher Roman I Don’t Believe in Outer Space Bockenheimer Depot, The Forsythe Company                       | Polina Szemionova Caravaggio Staatsballett Berlin                                                                          |
| 2009 Mainz       | Gyermek-, ifjúsági színdarab rendezés   | Brigitte Dethier / Ives Thuwis Noch 5 Minuten Junges Ensemble Stuttgart (JES)                                                                         | Claus Overkamp Ein Schaf fürs Leben Theater Marabu Bonn                                                         | Caro Thum DNA Staatstheater Mainz                                                                                          |
| 2009 Mainz       | Díszlet/jelmez                          | Francis O'Connor (jelmez) Pinocchios Abenteuer Theater Chemnitz                                                                                       | Andreas Kriegenburg / Andrea Schraad (jelmez) Der Prozess Münchner Kammerspiele                                 | Heike Scheele (díszlet) Parsifal Bayreuther Festspiele                                                                     |
| 2009 Mainz       | Az elnök díja                           | Hans Tränkle | Hans Tränkle | Hans Tränkle |
| 2009 Mainz       | Életműdíj                               | Pina Bausch (posztumusz) | Pina Bausch (posztumusz)                                                                                        | Pina Bausch (posztumusz)                                                                                                   |
| 2010 Essen       | Prózai színdarab rendezés               | Thomas Ostermeier Dämonen Schaubühne am Lehniner Platz Berlin                                                                                         | Jan Steinbach Stella Landesbühne Niedersachsen Nord Wilhelmshaven                                               | Roger Vontobel Don Carlos Staatsschauspiel Dresden                                                                         |
| 2010 Essen       | Prózai színdarab színésznő/színész      | Paul Herwig Münchner Kammerspiele | Nina Hoss Deutsches Theater Berlin                                                                              | Sophie Rois Deutsches Schauspielhaus Hamburg                                                                               |
| 2010 Essen       | Zenés színdarab rendezés                | Claus Guth Daphne Städtische Bühnen Frankfurt am Main                                                                                                 | Immo Karaman Doctor Atomic' Saarländisches Staatstheater Saarbrücken                                            | Andrea Moses Lohengrin' Anhaltisches Theater Dessau                                                                        |
| 2010 Essen       | Zenés színházi énekes színésznő/színész | Anja Harteros Bayerische Staatsoper München | Johannes Martin Kränzle Bühnen der Stadt Köln                                                                   | Eva-Maria Westbroek Bayerische Staatsoper München                                                                          |
| 2010 Essen       | Koreográfia                             | Jiří Kylián Zugvögel Bayerisches Staatsballett München                                                                                                | Constanza Macras Megalopolis Schaubühne am Lehniner Platz Berlin                                                | Jörg Mannes Gefährliche Liebschaften Niedersächsisches Staatstheater Hannover                                              |
| 2010 Essen       | Táncos                                  | Otto Bubeníček Hamburg Ballett John Neumeier | Denis Piza Niedersächsisches Staatstheater Hannover                                                             | Richard Siegal Kampnagel Hamburg                                                                                           |
| 2010 Essen       | Gyermek-, ifjúsági színdarab rendezés   | Markus Bothe Roter Ritter Parzival Städtische Bühnen Frankfurt am Main                                                                                | Grażyna Kania Timm Thaler oder Das verkaufte Lachen Theater an der Parkaue Berlin                               | Alexander Riemenschneider Von Mäusen und Menschen Deutsches Schauspielhaus Hamburg                                         |
| 2010 Essen       | Díszlet/jelmez                          | Thomas Dreißigacker / Maria Roers Bühnen der Stadt Köln                                                                                               | Wolfgang Gussmann Ruhrtriennale Bochum                                                                          | Kaspar Zwimpfer (díszlet) Deutsche Oper am Rhein Düsseldorf-Duisburg                                                       |
| 2010 Essen       | Az elnök díja                           | Die deutschen Landesbühnen | Die deutschen Landesbühnen                                                                                      | Die deutschen Landesbühnen                                                                                                 |
| 2010 Essen       | Életműdíj                               | Wilfried Minks | Wilfried Minks                                                                                                  | Wilfried Minks |
| 2011 Frankfurt   | Prózai színdarab rendezés               | Stephan Kimmig Kinder der Sonne Deutsches Theater Berlin                                                                                              | Luk Perceval Hamlet Thalia Theater Hamburg                                                                      | Hermann Schmidt-Rahmer Rechnitz (Der Würgeengel) Düsseldorfer Schauspielhaus                                               |
| 2011 Frankfurt   | Prózai színdarab színésznő/színész      | Bettina Hoppe Schauspiel Frankfurt | Valery Tscheplanowa Schauspiel Frankfurt                                                                        | Martin Wuttke Volksbühne am Rosa-Luxemburg-Platz Berlin                                                                    |
| 2011 Frankfurt   | Zenés színdarab rendezés                | Yona Kim Pnima Staatstheater Stuttgart | Laura Scozzi Die Reise nach Reims Staatstheater Nürnberg                                                        | Benedikt von Peter Intolleranza 1960 Staatsoper Hannover                                                                   |
| 2011 Frankfurt   | Zenés színházi énekes színésznő/színész | Claudia Barainsky Oper Frankfurt | Merja Mäkelä Städtische Bühnen Osnabrück                                                                        | Lauri Vasar Deutsche Oper am Rhein Düsseldorf/Duisburg                                                                     |
| 2011 Frankfurt   | Koreográfia                             | Mei Hong Lin Die Brautschminkerin Staatstheater Darmstadt                                                                                             | Christian Spuck Poppea//Poppea Theaterhaus Stuttgart – Gauthier Dance                                           | Stephan Thoss Blaubarts Geheimnis Hessisches Staatstheater Wiesbaden                                                       |
| 2011 Frankfurt   | Táncos                                  | Marlúcia do Amaral Ballett am Rhein Düsseldorf/Duisburg                                                                                               | Alexandre Riabko Hamburg Ballett                                                                                | Giuseppe Spota Hessisches Staatstheater Wiesbaden                                                                          |
| 2011 Frankfurt   | Gyermek-, ifjúsági színdarab rendezés   | Neco Çelik Gegen die Wand Junge Oper Stuttgart | Christopher Gottwald Das Kind der Seehundfrau Theater Pfütze Nürnberg                                           | Daniela Löffner Demian Junges Schauspielhaus Düsseldorf                                                                    |
| 2011 Frankfurt   | Díszlet/jelmez                          | Klaus Grünberg (díszlet) Komische Oper Berlin | Johannes Schütz (jelmez és díszlet) Schauspiel Köln                                                             | Natascha von Steiger (díszlet) Staatsschauspiel Dresden                                                                    |
| 2011 Frankfurt   | Az elnök díja                           | Erika Fischer-Lichte | Erika Fischer-Lichte                                                                                            | Erika Fischer-Lichte |
| 2011 Frankfurt   | Életműdíj                               | Wolfgang Engel | Wolfgang Engel                                                                                                  | Wolfgang Engel |
| 2012 Erfurt      | Prózai színdarab rendezés               | Martin Kušej Die bitteren Tränen der Petra von Kant Bayerisches Staatsschauspiel                                                                      | Sebastian Nübling Three Kingdoms Münchner Kammerspiele                                                          | Rüdiger Pape Wolke 9 Theater im Bauturm Köln                                                                               |
| 2012 Erfurt      | Prózai színdarab színésznő/színész      | Fabian Hinrichs Volksbühne am Rosa-Luxemburg-Platz Berlin                                                                                             | Burghart Klaußner St. Pauli Theater Hamburg                                                                     | Jana Schulz Schauspielhaus Bochum                                                                                          |
| 2012 Erfurt      | Zenés színdarab rendezés                | Lorenzo Fioroni Carmen Theater Augsburg | Lydia Steier Saul Oldenburgisches Staatstheater                                                                 | Jossi Wieler / Sergio Morabito Die glückliche Hand/Schicksal (Osud) Oper Stuttgart                                         |
| 2012 Erfurt      | Zenés színházi énekes színésznő/színész | Nicole Chevalier Oper Hannover | Ana Durlovski Oper Stuttgart                                                                                    | Bo Skovhus Hamburgische Staatsoper                                                                                         |
| 2012 Erfurt      | Koreográfia                             | Mei Hong Lin Romeo und Julia Staatstheater Darmstadt                                                                                                  | Nanine Linning Voice Over Theater Osnabrück                                                                     | Martin Schläpfer b.09 - Ein Deutsches Requiem Ballett am Rhein Düsseldorf Duisburg                                         |
| 2012 Erfurt      | Táncos                                  | Jackson Carroll Ballett am Rhein Düsseldorf Duisburg                                                                                                  | William Moore Stuttgarter Ballett                                                                               | Jörg Weinöhl Eine Produktion von Isabel Mundry und Jörg Weinöhl in Rüsselsheim                                             |
| 2012 Erfurt      | Gyermek-, ifjúsági színdarab rendezés   | Barbara Bürk Alice im Wunderland Junges Schauspielhaus Hamburg                                                                                        | Jan Gehler Tschick Staatsschauspiel Dresden                                                                     | Tobias Ribitzki Freunde! Junge Oper Hannover                                                                               |
| 2012 Erfurt      | Díszlet/jelmez                          | Victoria Behr Theater Oberhausen | Barbara Ehnes / Chris Kondek Thalia Theater Hamburg                                                             | Paul Zoller Staatstheater Mainz                                                                                            |
| 2012 Erfurt      | Az elnök díja                           | Matthias Lilienthal | Matthias Lilienthal                                                                                             | Matthias Lilienthal |
| 2012 Erfurt      | Életműdíj                               | Tankred Dorst és felesége, szerzőtársa Ursula Ehler                                                                                                   | Tankred Dorst és felesége, szerzőtársa Ursula Ehler                                                             | Tankred Dorst és felesége, szerzőtársa Ursula Ehler                                                                        |
| 2013 Berlin      | Prózai színdarab rendezés               | Luk Perceval Jeder stirbt für sich allein Thalia Theater Hamburg                                                                                      | Michael Thalheimer Geschichten aus dem Wiener Wald Deutsches Theater Berlin                                     | Kay Voges Das Fest Schauspiel Dortmund                                                                                     |
| 2013 Berlin      | Prózai színdarab színésznő/színész      | Constanze Becker Schauspiel Frankfurt | Lina Beckmann Schauspiel Köln                                                                                   | Olaf Johannessen Düsseldorfer Schauspielhaus                                                                               |
| 2013 Berlin      | Zenés színdarab rendezés                | Lorenzo Fioroni Elektra Theater Augsburg | Claus Guth Pelléas et Mélisande Oper Frankfurt                                                                  | Szemerédy Alexandra és Parditka Magdolna Madama Butterfly Landestheater Coburg                                             |
| 2013 Berlin      | Zenés színházi énekes színésznő/színész | Christian Gerhaher Oper Frankfurt | Sharleen Joynt Theater und Orchester Heidelberg                                                                 | Alexander Tsymbalyuk Bayerische Staatsoper München                                                                         |
| 2013 Berlin      | Koreográfia                             | Bridget Breiner Ruß Ballett im Revier Gelsenkirchen                                                                                                   | Sharon Eyal / Gai Behar Plafona Oldenburgisches Staatstheater                                                   | Nanine Linning Zero Dance Company Nanine Linning - Theater und Orchester Heidelberg                                        |
| 2013 Berlin      | Táncos                                  | Catherine Franco Ballett der Staatsoper Hannover | Anna Süheyla Harms Gauthier Dance - Theaterhaus Stuttgart (kooperációs partner Schauburg München)               | David Moore Stuttgarter Ballett                                                                                            |
| 2013 Berlin      | Gyermek-, ifjúsági színdarab rendezés   | Andrea Kramer Die besseren Wälder Consol Theater Gelsenkirchen                                                                                        | Claus Overkamp Schwester Theater Marabu Bonn                                                                    | Mina Salehpour Über Jungs Grips Theater Berlin                                                                             |
| 2013 Berlin      | Díszlet/jelmez                          | Annette Kurz Thalia Theater Hamburg | Thilo Reuther Düsseldorfer Schauspielhaus                                                                       | Ene-Liis Semper Münchner Kammerspiele                                                                                      |
| 2013 Berlin      | Az elnök díja                           | A stuttgarti Staatsschauspiels társulata | A stuttgarti Staatsschauspiels társulata                                                                        | A stuttgarti Staatsschauspiels társulata                                                                                   |
| 2013 Berlin      | Életműdíj                               | Inge Keller | Inge Keller | Inge Keller |
| 2014 Hamburg     | Prózai színdarab rendezés               | Bodó Viktor König Ubu Theater und Orchester Heidelberg (kooperációs partner Szputnyik Hajózási Társaság)                                              | Johan Simons Dantons Tod Münchner Kammerspiele                                                                  | Simon Stone Die Orestie Theater Oberhausen                                                                                 |
| 2014 Hamburg     | Prózai színdarab színésznő/színész      | Dagmar Manzel Deutsches Theater Berlin | Astrid Meyerfeldt Staatsschauspiel Stuttgart                                                                    | Taner Sahintürk Maxim Gorki Theater Berlin                                                                                 |
| 2014 Hamburg     | Zenés színdarab rendezés                | Sandra Leupold Don Carlo Theater Lübeck | Jetske Mijnssen Werther Saarländisches Staatstheater Saarbrücken                                                | Dmitri Tcherniakov Die Zarenbraut Staatsoper im Schiller Theater Berlin (kooperációs partner Teatro alla Scala)            |
| 2014 Hamburg     | Zenés színházi énekes színésznő/színész | Barbara Hannigan Bayerische Staatsoper München im Rahmen der Münchner Opernfestspiele                                                                 | Evelyn Herlitzius Sächsische Staatsoper Dresden                                                                 | Svetlana Sozdateleva Komische Oper Berlin                                                                                  |
| 2014 Hamburg     | Koreográfia                             | Marco Goecke On Velvet Stuttgarter Ballett | Richard Siegal Unitxt Bayerisches Staatsballett München                                                         | Christoph Winkler Das wahre Gesicht - Dance is not enough Ballhaus Ost Berlin                                              |
| 2014 Hamburg     | Táncos                                  | Alicia Amatriain Stuttgarter Ballett | Bruna Andrade Staatsballett Karlsruhe                                                                           | Sayaka Kado Ballett Staatstheater Nürnberg                                                                                 |
| 2014 Hamburg     | Gyermek-, ifjúsági színdarab rendezés   | Andrea Gronemeyer Tanz Trommel Schnawwl / Kevin O’Day Ballett − Nationaltheater Mannheim                                                              | Rüdiger Pape Momo Junges Schauspielhaus Düsseldorf                                                              | Petra Wüllenweber Zweier ohne Theater Heilbronn                                                                            |
| 2014 Hamburg     | Díszlet/jelmez                          | Aleksandar Denić Der Ring des Nibelungen Bayreuther Festspiele                                                                                        | Pia Maria Mackert Das goldene Zeitalter - 100 Wege dem Schicksal die Show zu stehlen Schauspiel Dortmund        | Paul Zoller Mefistofele Staatstheater Mainz                                                                                |
| 2014 Hamburg     | Az elnök díja                           | A lipcsei Institut für Theaterwissenschaft | A lipcsei Institut für Theaterwissenschaft                                                                      | A lipcsei Institut für Theaterwissenschaft                                                                                 |
| 2014 Hamburg     | Életműdíj                               | Maria Müller-Sommer | Maria Müller-Sommer                                                                                             | Maria Müller-Sommer |
| 2015 Saarbrücken | Prózai színdarab rendezés               | Gernot Grünewald Palmer – Zur Liebe verdammt fürs Schwabenland Landestheater Württemberg-Hohenzollern Tübingen Reutlingen;                            | Ryan McBryde 1984 Altes Schauspielhaus und Komödie im Marquardt Stuttgart                                       | Jette Steckel Die Tragödie von Romeo und Julia Thalia Theater Hamburg                                                      |
| 2015 Saarbrücken | Prózai színdarab színésznő/színész      | Kristian Bader Altonaer Theater Hamburg | Lina Beckmann Deutsches Schauspielhaus Hamburg                                                                  | Bibiana Beglau Bayerisches Staatsschauspiel München                                                                        |
| 2015 Saarbrücken | Zenés színdarab rendezés                | Andrea Breth Jakob Lenz Oper Stuttgart - kooperációs partnerek La Monnaie/De Munt Brüssel und der Staatsoper Berlin                                   | Tobias Kratzer Die Meistersinger von Nürnberg Badisches Staatstheater Karlsruhe                                 | Lydia Steier Perelà – Uomo di fumo Staatstheater Mainz                                                                     |
| 2015 Saarbrücken | Zenés színházi énekes színésznő/színész | Seth Carico Deutsche Oper Berlin | Barbara Hannigan Bayerische Staatsoper München                                                                  | Elena Sancho Pereg Deutsche Oper am Rhein Düsseldorf Duisburg                                                              |
| 2015 Saarbrücken | Koreográfia                             | Bridget Breiner Charlotte Salomon: Der Tod und die Malerin Musiktheater im Revier Gelsenkirchen                                                       | Jan Pusch WELCOME TO YOUR WORLD Staatstheater Braunschweig                                                      | Helena Waldmann Made in Bangladesh Theater im Pfalzbau Ludwigshafen (Helena Waldmann und ecotopia dance productions)       |
| 2015 Saarbrücken | Táncos                                  | Kusha Alexi Musiktheater im Revier Gelsenkirchen | Alicia Amatriain Stuttgarter Ballett                                                                            | Renate Graziadei Studio laborgras Berlin                                                                                   |
| 2015 Saarbrücken | Gyermek-, ifjúsági színdarab rendezés   | Tim Etchells / Robin Arthur (Forced Entertainment) Das unmöglich mögliche Haus Forced Entertainment, Barbican (UK) és a Theater an der Parkaue Berlin | Babett Grube Tigermilch Junges Schauspiel Hannover                                                              | Jürgen Zielinski Ginpuin. Auf der Suche nach dem großen Glück Theater der Jungen Welt Leipzig                              |
| 2015 Saarbrücken | Díszlet/jelmez                          | Victoria Behr Volksbühne am Rosa-Luxemburg-Platz Berlin                                                                                               | Anne Neuser Oldenburgisches Staatstheater                                                                       | Harald B. Thor Bayerische Staatsoper München                                                                               |
| 2015 Saarbrücken | Az elnök díja                           | – | – | – |
| 2015 Saarbrücken | Életműdíj                               | Franz Mazura | Franz Mazura | Franz Mazura |
| 2016 Freiburg    | Prózai színdarab rendezés               | Frank Castorf Die Brüder Karamasow Volksbühne am Rosa-Luxemburg-Platz Berlin                                                                          | Marta Górnicka M(other) Courage Staatstheater Braunschweig                                                      | Tom Kühnel / Jürgen Kuttner Der Auftrag Staatsschauspiels Hannover Ruhrfestspiele Recklinghausen                           |
| 2016 Freiburg    | Prózai színdarab színésznő/színész      | Kathrin Angerer Volksbühne am Rosa-Luxemburg-Platz Berlin                                                                                             | Franz Pätzold Bayerisches Staatsschauspiel München                                                              | Edgar Selge Deutsches Schauspielhaus Hamburg                                                                               |
| 2016 Freiburg    | Zenés színdarab rendezés                | Jochen Biganzoli Lady Macbeth von Mzensk Theater Lübeck                                                                                               | Paul-Georg Dittrich Wozzeck Theater Bremen                                                                      | Peter Konwitschny La Juive Nationaltheater Mannheim                                                                        |
| 2016 Freiburg    | Zenés színházi énekes színésznő/színész | Nicole Chevalier Komische Oper Berlin | Kangmin Justin Kim Theater und Orchester Heidelberg                                                             | Ewa Wolak Badisches Staatstheater Karlsruhe                                                                                |
| 2016 Freiburg    | Koreográfia                             | Alexander Ekman COW Sächsische Staatsoper Dresden | Yuki Mori The House Theater Regensburg                                                                          | Johannes Wieland you will be removed Staatstheater Kassel                                                                  |
| 2016 Freiburg    | Táncos                                  | Tyler Schnese Hessisches Staatsballett | Aloalii Naughton Tapu Ballhaus Ost Berlin                                                                       | Max Zachrisson Staatstheater Nürnberg                                                                                      |
| 2016 Freiburg    | Gyermek-, ifjúsági színdarab rendezés   | Liesbeth Coltof Der Junge mit dem Koffer Junges Schauspielhaus Düsseldorf                                                                             | Andrea Maria Erl Schneewittchen Theater Mummpitz Nürnberg                                                       | Markolf Naujoks Mahlzeit Junges Theater Heidelberg                                                                         |
| 2016 Freiburg    | Díszlet/jelmez                          | Achim Freyer Nationaltheater Mannheim | David Hohmann Theater Münster                                                                                   | Florian Lösche Thalia Theater Hamburg                                                                                      |
| 2016 Freiburg    | Az elnök díja                           | – | – | – |
| 2016 Freiburg    | Életműdíj                               | Hans Neuenfels | Hans Neuenfels                                                                                                  | Hans Neuenfels |
| 2017 Leipzig     | Prózai színdarab rendezés               | Mundruczó Kornél Látszatélet / Imitation of Life Proton Színház Theater Oberhausen                                                                    | Joanna Praml Ein Sommernachtstraum Düsseldorfer Schauspielhaus/Bürgerbühne                                      | Johanna Wehner Die Orestie Staatstheater Kassel                                                                            |
| 2017 Leipzig     | Prózai színdarab színésznő/színész      | Karin Neuhäuser Thalia Theater Hamburg | Martin Reinke, Willy Loman Schauspiel Köln                                                                      | Téné Ouelgo, Wilhelm Voigt Theater Altenburg-Gera                                                                          |
| 2017 Leipzig     | Zenés színdarab rendezés                | Paul-Georg Dittrich La damnation de Faust Theater Bremen                                                                                              | Tatjana Gürbaca Lohengrin Aalto-Theater Essen                                                                   | Christoph Marthaler Lulu Hamburgische Staatsoper                                                                           |
| 2017 Leipzig     | Zenés színházi énekes színésznő/színész | Nadine Lehner Theater Bremen | Gloria Rehm Staatstheater Wiesbaden                                                                             | Georg Zeppenfeld Bayreuther Festspiele                                                                                     |
| 2017 Leipzig     | Koreográfia                             | Maria Campos és Guy Nader Magma Staatstheater Mainz                                                                                                   | Dewey Dell Sleep Technique - Eine Antwort an die Höhle Tanzfabrik Berlin                                        | Damien Jalet Thr(o)ugh Hessisches Staatsballett Darmstadt Wiesbaden                                                        |
| 2017 Leipzig     | Táncos                                  | Adam Russell-Jones Stuttgarter Ballett | Sylvana Seddig Schauspiel Frankfurt                                                                             | Lou Thabart Leipziger Ballett/Oper Leipzig                                                                                 |
| 2017 Leipzig     | Gyermek-, ifjúsági színdarab rendezés   | Hannah Biedermann „entweder und” Junges Ensemble Stuttgart (JES)                                                                                      | Jan Friedrich Faust Junges Nationaltheater Mannheim                                                             | Ulrike Hatzer Nebenan Junges Staatstheater Braunschweig                                                                    |
| 2017 Leipzig     | Díszlet/jelmez                          | Sebastian Hannak (díszlet) Heterotopia Oper Halle | Michael Sieberock-Serafimowitsch (díszlet) / Mona Ulrich (jelmez) Die Borderline Prozession Schauspiel Dortmund | Teresa Vergho (jelmez) Die Selbstmordschwestern Münchner Kammerspiele                                                      |
| 2017 Leipzig     | Az elnök díja                           | | | |
| 2017 Leipzig     | Életműdíj                               | Elfriede Jelinek | Elfriede Jelinek                                                                                                | Elfriede Jelinek |

     – A díjat elnyerte